# Avram Miletić
Avram Miletić (Kać, Habsburška Monarhija 1755— posle 1826) je bio trgovac i pesnik poznat po tome što je sastavio jednu od najstarijih zbirki pesama urbane lirske poezije na srpskom jeziku.

## Porodica
Miletićev deda je bio Mileta Zavišić, koji je došao u Bačku iz Kostajnice u kojoj je predvodio četu od tri stotine ljudi i borio se protiv Osmanlija tokom trideset i dve godine. Pošto su Osmanlije nameravale da ga kazne posle potpisivanja mira sa Austrijom, Mileta se preselio u Bačku i promenio svoje prezime u Miletić. Miletin sin Sima, koji je bio školovani trgovac u Novom Sadu, imao je petnaest sinova i tri kćeri. Avram Miletić je bio najstariji Simin sin. Drugi sin Avrama Miletića, takođe Sima po svom dedi, je bio čizmar i otac Svetozara Miletića, političkog lidera Srba u Vojvodini..

## Biografija
Avram Miletić je završio trgovački zanat, prvo u Vidinu a zatim u Novom Sadu. U periodu 1785—1787 Miletić je bio učitelj istovremeno u dve škole koje su se nalazile u dva različita sela, Lok i Vilovo, tako što je u jednoj školi držao nastavu prepodne a u drugoj popodne. Oženio se sveštenikovom ćerkom i otvorio je trgovačku radnju u Mošorinu.

## Delo
Avram Miletić je sastavio zbirku od 129 pesme pod nazivom Pesmarica koju je napisao u periodu 1778—1781 i u kojoj se nalaze urbane lirske pesme ali i nekoliko srpskih epskih pesama poput "Istorija Kneza Lazara od Kosova i od Cara Murata", "Istorija Musić Stefana", "Istorija Vojvode Momčila" i "Istorija Mladog Prodanovića", sve zabeležene oko trideset godina pre nego što je Vuk Karadžić prvi put zapisivao epske pesme. Miletić je sve četiri epske pesme koje je zapisao nazvao istorijama jer su one smatrane istorijom u obliku pesme. Istorija mladog Prodanovića je u stvari narodna epska pesma Srbi u Donavertu koju je 1744 zapisao Hristifor Žefarović.
Miletićeva zbirka se smatra najstarijom do sada otkrivenom zbirkom urbane poezije na srpskom jeziku. Miletić je zapisao čuvenu baladu "Omer i Merima" samo pet ili šest godina pošto ju je Alberto Fortis prvi zapisao. U svojoj pesmarici je takođe zabeležio i pesmu Pašhalija, koju je napisao Jovan Avakumović 1775 godine.

## Literatura
- Veselinov, Ivanka; Jerković, Vera (1991). Tragom srpske prošlosti. Novi Sad: Biblioteka Matice srpske. стр. 6. ISBN 9788680061061. Приступљено 15. 01. 2012.
- Zbornik Matice srpske za književnost i jezik, Book 40, Issues 1-2. Novi Sad: Matica Srpska. 1992. стр. 335. Приступљено 16. 01. 2012.
- Stanojević, Stanoje (1934). Glasnik Istoriskog društva u Novom Sadu, Volume 7. Sremski Karlovci: Istorisko Društvo. Приступљено 16. 01. 2012.
- J. Popović, Dušan (1939). Vojvodina, Volume 2. Novi Sad: Istorisko društvo u Novom Sadu. стр. 190. Приступљено 16. 01. 2012.
- Popović, Bogdan; Skerlić, Jovan (1934). Srpski književni glasnik, Volume 42. стр. 283. Приступљено 16. 01. 2012.
- Зборник Матице српске за друштвене науке, Volumes 19-21. Novi Sad: Matica Srpska. 1958. стр. 104. Приступљено 16. 01. 2012.
- Popović, Bogdan; Skerlić, Jovan (1934). Srpski književni glasnik, Volume 42. стр. 283. Приступљено 16. 01. 2012.